# Ambluncus
Ambluncus é um gênero de mariposa pertencente à família Crambidae.